# Estación de Belleville (Ontario)
Belleville es una estación de tren en Belleville, Ontario, Canadá. La estación cuenta con trenes Via Rail que van desde Toronto a Ottawa y Montreal. La estación cuenta con personal, venta de boletos, máquinas expendedoras, teléfonos, baños y acceso para sillas de ruedas a la estación y a los trenes.

## Historia

### Grand Trunk
Construida con piedra caliza de Trenton de color gris azulado en 1856 por Thomas Brassey para el predecesor de la Canadian National Railway, el Grand Trunk Railway, la estación fue designada Sitio Histórico Nacional de Canadá en 1973 y protegida bajo la Ley de Protección de Estaciones de Ferrocarriles Patrimoniales desde 1992.

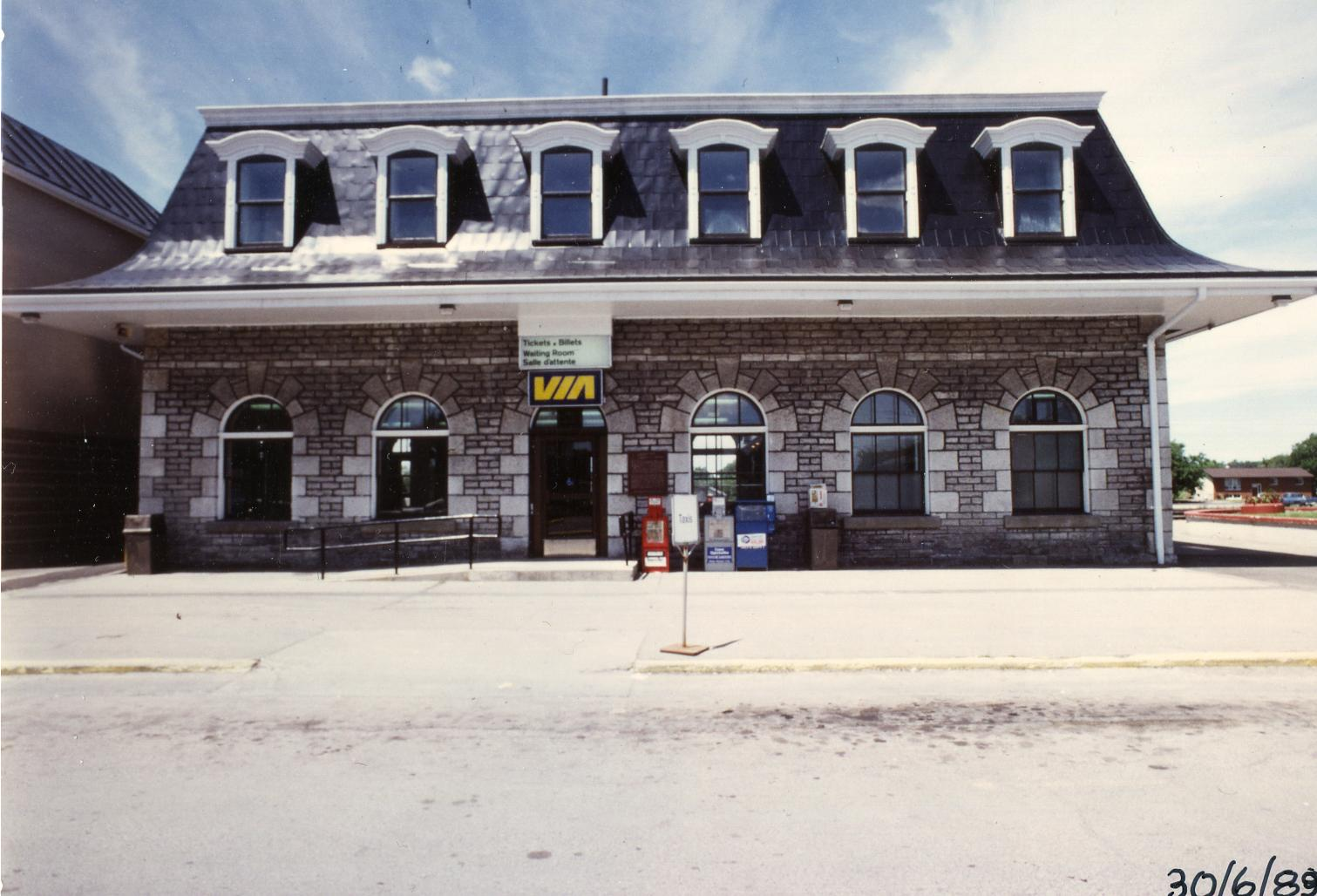
Vista frontal de la estación en 1989.

Es el más antiguo de varios edificios que alguna vez formaron parte del patio de la estación GTR de Belleville, una instalación que empleaba a 100 personas en 1864 e incluía uno de los primeros tres talleres de locomotoras GTR. En 1867 se construyó un nuevo taller de locomotoras, aumentando la capacidad a 24 motores. Los recortes de GTR en diciembre de 1876 provocaron un violento conflicto laboral el 29 de diciembre que detuvo todos los trenes; La milicia Queen's Own Rifles se desplegó desde Toronto el 2 de enero de 1877 para poner fin a la huelga. En 1912 se construyó una nueva casa circular para albergar 42 motores, con un cobertizo para ruedas y un taller de maquinaria adyacente. Con más de mil personas en su apogeo, el ferrocarril se convirtió en el mayor empleador local de Belleville.
La sala de espera de 220 Station Street, una "estación de segunda clase al borde del camino" de tamaño mediano en el inicio de la línea principal Grand Trunk el 27 de octubre de 1856, sirvió hasta que se inauguró el moderno edificio de la estación adyacente el 20 de marzo de 2012. Si bien este edificio siempre ha atendido únicamente a pasajeros, con telegrafía y carga ubicadas en otros edificios, gran parte del interior original se perdió debido a renovaciones de 1987 y anteriores. Justo al este del edificio de la estación principal, un cobertizo de carga almacenaba los carros de equipaje de VIA; su sótano albergaba el Belleville Model Railroad Club.
Si bien tres estaciones originales de la línea Grand Trunk de la década de 1850 permanecen en uso activo en Georgetown, Port Hope y Napanee, todas son pequeñas estaciones "Tipo C" de una sola planta (normalmente cinco arcos curvos para ventanas y puertas a los lados y dos en cada extremo). Belleville es una estación más grande ("Tipo B", seis arcos) y la última estación original intacta de la línea que se ha ampliado con un segundo piso. Existía una estación exterior similar en Kingston, pero fue abandonada en la década de 1970 y ahora está en ruinas.

### Canadian Northern/Canadian Pacific
La histórica estación Grand Trunk de CN fue una vez una de las dos terminales de pasajeros activas de la ciudad. La Canadian Pacific Railway utilizó una antigua estación de Canadian Northern Railway de 1911 en Church Street para manejar el tráfico Ottawa-Toronto hasta 1966; ese edificio fue demolido en 1976.

### Via Rail
El 10 de noviembre de 2010, Via Rail dio a conocer un diseño para un moderno edificio de estación de 18 millones de dólares que sería accesible para sillas de ruedas y tendría espacio para acomodar líneas de vías ampliadas. Construida en 250 Station Street, adyacente a la estación histórica, la nueva instalación aceptó a sus primeros pasajeros el 20 de marzo de 2012. El miembro del parlamento, Daryl Kramp inauguró oficialmente la estación el 12 de septiembre de 2012.
La estación original está marcada con una placa de la Junta de Monumentos y Sitios Históricos de Canadá; a partir de 2012, la ciudad y los grupos locales están buscando nuevos usos para la antigua estación.